# Sebastián Báez
Sebastián Báez (San Martín, 28 de diciembre de 2000) es un tenista profesional argentino que alcanzó la posición número 18° del ranking ATP.
Como júnior, debutó en 2018 y en ese mismo año alcanzó el puesto número 1 y obtuvo la medalla de oro en dobles en los Juegos Olímpicos de la Juventud junto a Facundo Díaz Acosta.
Como profesional, obtuvo 7 títulos ATP y 6 Challenger. Se coronó campeón en el Estoril Open 2022, en el Córdoba Open 2023, en el Generali Open Kitzbühel 2023, en el Winston-Salem Open 2023, en el Rio Open 2024, en el Chile Open 2024 y en el Rio Open 2025. Además, alcanzó la final del Chile Open 2022, del Nordea Open 2022, del Chile Open 2025 y del Țiriac Open 2025.

## Trayectoria

### Inicios
Comenzó a jugar al tenis a los 2 años.Después de varios años entrenando con Alejandro Cerúndolo, a los 10 años comenzó a ser entrenado por José Luis Clerc, hasta que en 2015 pasó a ser entrenado por Sebastián Gutiérrez. En 2015, obtuvo el torneo Orange Bowl sub-16, con 14 años.En mayo de 2016, obtuvo sus primeros puntos ATP en torneos Future de Argentina. Obtuvo la medalla de oro en los Juegos Suramericanos de la Juventud de 2017 en dobles y la medalla de plata en individual y doble mixto.Alcanzó el número 1 del ranking júnior en marzo de 2018, luego de llegar a la final de la Copa Paineiras en San Pablo, Brasil. Ese mismo año, alcanzó la final de Roland Garros júnior. Participó en los Juegos Olímpicos de la Juventud 2018 donde obtuvo la medalla de oro en dobles junto a Facundo Díaz Acosta.

### 2021: Primeros títulos Challenger
En febrero de 2021 obtuvo su primer título Challenger al vencer en la final de Concepción a Francisco Cerúndolo por 6-3, 6-7 (5) y 7-6 (5). Mientras que el 21 de marzo de 2021, obtuvo el Challenger de Santiago al derrotar en la final a Tomás Barrios Vera por 6-3 y 7-6 (4). El 15 de mayo consiguió el Challenger de Zagreb, venciendo en la final a Juan Pablo Varillas por 3-6, 6-3 y 6-1, lo que le permitió entrar en el top 200.El 12 de julio de 2021 obtiene su primera victoria ATP en el Torneo de Hamburgo al vencer a Corentin Moutet por 6-1 y 6-2, luego de entrar al cuadro principal como perdedor afortunado. Al día siguiente dio positivo de Covid-19, por lo que no pudo disputar su partido correspondiente a la segunda ronda. Durante octubre de 2021 gana 2 torneos Challenger más (Santiago 3 y Buenos Aires).
El 2 de noviembre de 2021 se confirma su ingreso a las Next Generation ATP Finals 2021. Allí, en el round robin venció a Lorenzo Musetti, perdió con Sebastian Korda y venció a Hugo Gastón, clasificando a semifinales, donde es derrotado por Carlos Alcaraz, quien terminaría siendo el campeón, por 2-4, 1-4 y 2-4.
La semana siguiente disputa el Challenger de Campinas, donde gana su sexto título Challenger. Mientras continúa con Sebastián Gutiérrez como entrenador, cuenta con Diego Schwartzman como uno de sus referentes, más allá de su diferente estilo de juego.

### 2022: Primer ATP 250 y finales en tours
Realizó la gira australiana por primera vez como profesional. En el ATP 250 de Melbourne supera la clasificación como perdedor afortunado, perdiendo en primera ronda frente a Emil Ruusuvuori, quien llegaría a semifinales. La siguiente semana en el ATP de Sídney supera la clasificación, vence en primera ronda a Christopher O'Connell y luego pierde en segunda ronda frente a Lorenzo Sonego, el quinto preclasificado.
Disputa su primer cuadro principal de un Grand Slam en el Abierto de Australia, donde vence en primera ronda a Albert Ramos (44 en el ranking ATP) por 6-4, 4-6, 6-3, 1-6 y 6-2. En segunda ronda se enfrenta a Stéfanos Tsitsipás, cuarto preclasificado, donde realiza un buen partido pero pierde por 7-6 (1), 6-7 (5), 6-3 y 6-4, en 3 horas y 22 minutos de juego. Luego regresa a su país para disputar la gira sudamericana. En el ATP 250 de Córdoba, vence en primera ronda a Fernando Verdasco por 7-6 y 7-5. En segunda ronda, obtiene su primer triunfo ante un top 20 al vencer a Cristian Garín (18 del ranking) por 4-6, 6-1 y 6-1, clasificando por primera vez a los cuartos de final de un torneo ATP. En el Abierto de Chile alcanzó por primera vez la final en un torneo ATP, venciendo a Juan Pablo Varillas, Juan Ignacio Lóndero, Thiago Monteiro y Albert Ramos. Cayó en la final por 6-4, 4-6 y 4-6 ante Pedro Martínez Portero. El 4 de marzo de 2022 debuta en el Equipo de Copa Davis de Argentina, derrotando al checo Jiří Lehečka por 7-6(4) y 6-4. El 10 de marzo disputa su primer cuadro principal en un Masters 1000 en Indian Wells y es derrotado en primera ronda por el australiano Nick Kyrgios por 4-6 y 0-6. La gira por el cemento continuó por el Masters 1000 de Miami donde es derrotado también en primera ronda por el polaco Kamil Majchrzack con parciales de 4-6 y 3-6. El 11 de abril, luego de ingresar al cuadro principal del Masters 1000 de Montecarlo venciendo en la clasificación al italiano Cecchinatto y al polaco Kamil Majchrzack, Báez cayó en un reñido encuentro contra el español Carreño Busta por 4-6, 6-4 y 2-6.
En el Abierto de Estoril 2022 obtuvo su primer título ATP venciendo a Joao Sousa, Marin Čilić, Richard Gasquet, Albert Ramos Viñolas y Frances Tiafoe. Es en el Masters de Roma donde consigue su primera victoria en un ATP Tour Masters 1000, venciendo en la primera ronda al neerlandés Tallon Griekspoor por (6-3, 6-7(7), 6-2), finalmente sería eliminado en segunda ronda tras perder con el número 3 del mundo Alexander Zverev (6-7(6), 3-6).Llega a los cuartos de final del ATP de Lyon siendo derrotado por Cameron Norrie por 4-6, 6-4 y 5-7. En Roland Garros vence a Dušan Lajović en 4 sets y en segunda ronda se enfrenta a Alexander Zverev, llegando a tener un match point pero termina perdiendo por 6-2, 6-4, 1-6, 2-6, 5-7 después de más de 3 horas de partido. El 17 de julio de 2022, fue superado por Francisco Cerúndolo por 7-6 (4) y 6-2 y cayó en la final del ATP Bastad en Suecia.
A partir de allí tuvo una mala racha en la segunda mitad del año, con varios sorteos desfavorables (Fritz en Cincinnati, Alcaraz en el Abierto de Estados Unidos, Carreño Busta en Basilea, Khachanov en París) donde perdió en primera ronda. Solo pudo vencer a Sonego en el ATP 250 de Nápoles.

### 2023: 3 ATP 250 e ingreso al top 30
Continuó la mala racha en la gira australiana perdiendo en primera ronda en Pune, Auckland y Australia. Se recuperó al comienzo de la gira sudamericana de polvo de ladrillo, obteniendo el título en el ATP 250 de Córdoba, venciendo en el camino a Luciano Darderi, Tomás Barrios Vera, Hugo Dellien y en la final a Federico Coria.En el Abierto de Estoril 2023, no pudo defender el título, cayendo en cuartos de final contra Casper Ruud. En el Roland Garros, perdió en la primera ronda cayendo ante Gael Monfils, lo mismo le ocurrió en Wimbledon, donde cayó en primera ronda ante Tomás Barrios Vera. 
En agosto gana su tercer título ATP en Kitzbühel derrotando en la final al ex n°3 del mundo Dominic Thiem por 6-3 y 6-1. En el Abierto de Estados Unidos daría su mejor desempeño en un Grand Slam hasta ese año, llegando a la tercera ronda, dónde caería ante Daniil Medvédev en tres sets. Finalizó el año en el ranking ATP número 28, siendo este el mejor de su carrera hasta 2023.

### 2024: Primer ATP 500, racha ganadora e ingreso al top 20
Su debut anual se produjo en el Torneo de Brisbane, dónde cayó en primera ronda ante Lukáš Klein. En el Abierto de Australia, tendría un gran desempeño venciendo a Jeffrey John Wolf y Daniel Elahi Galán, sin embargo, en tercera ronda fue vencido por quien sería campeón del torneo, Jannik Sinner. En el Córdoba Open fue vencido por el italiano Luciano Darderi.
En febrero ganaría su primer ATP 500, dando un desempeño excelente en el Rio Open, venciendo respectivamente a Corentin Moutet (1.ª ronda), Facundo Díaz Acosta (octavos), Thiago Monteiro (cuartos), Francisco Cerúndolo (semifinales) y a su compatriota Mariano Navone (final) por 6-2 y 6-1. Allí paso del puesto 30° en el ranking ATP al 23°. Su siguiente torneo fue el Abierto de Chile 2024, que también ganó venciendo al chileno Alejandro Tabilo por 3-6, 6-0, 6-4. Este título le permitió llegar al puesto 19°. En marzo disputó el Masters de Indian Wells, cayó en 32avos con el estadounidense Taylor Fritz, mismo en el Masters de Miami y Masters de Montercarlo en 64avos.
Su gira en polvo de ladrillo comenzó fallidamente en Montecarlo y siguió en el Barcelona Open, dónde fue vencido por el italiano Matteo Arnaldi en 32avos. En el Masters de Madrid 2024, tuvo un desempeño mejor superando a Luca Van Assche en 64avos pero caería en 32avos ante su rival recurrente Taylor Fritz.

### 2025: Primera defensa de título en su carrera
Su debut anual fue en el Torneo de Auckland, donde cayó en primera ronda ante Facundo Díaz Acosta. En el Abierto de Australia 2025 cayó en primera ronda ante Arthur Cazaux en 5 sets.
Disputó la defensa del título del Rio Open 2025, consagrándose campeón y defendiendo sus puntos conseguidos el año anterior, venciendo respectivamente a Román Andrés Burruchaga (1.ª ronda), Mariano Navone (octavos de final), Tseng Chun-hsin (cuartos de final), Camilo Ugo Carabelli (semifinales) y Alexandre Müller (final).

## Estilo de juego
Gran parte de la fortaleza de su juego se debe a su mentalidad ofensiva, resiliente y aguerrida, la cual le ha permitido dominar a rivales con una categoría más alta, su agilidad debido a su estatura, y a un juego desde el fondo de la cancha que le permite tener tanto una visión amplia del juego, como responder de forma que exija a su rival.[cita requerida]

## Títulos ATP (7; 7+0)
| Leyenda                   |
| Grand Slam (0)            |
| ATP Tour Finals (0)       |
| ATP Tour Masters 1000 (0) |
| ATP Tour 500 (2)          |
| ATP Tour 250 (5)          |

| N.º | Fecha                 | Torneo             | Superficie    | Oponente en la final | Resultado     |
| --- | --------------------- | ------------------ | ------------- | -------------------- | ------------- |
| 1.  | 1 de mayo de 2022     | Estoril            | Tierra batida | Frances Tiafoe       | 6-3, 6-2      |
| 2.  | 12 de febrero de 2023 | Córdoba            | Tierra batida | Federico Coria       | 6-1, 3-6, 6-3 |
| 3.  | 5 de agosto de 2023   | Kitzbühel          | Tierra batida | Dominic Thiem        | 6-3, 6-1      |
| 4.  | 26 de agosto de 2023  | Winston-Salem      | Dura          | Jiří Lehečka         | 6-4, 6-3      |
| 5.  | 25 de febrero de 2024 | Río de Janeiro     | Tierra batida | Mariano Navone       | 6-2, 6-1      |
| 6.  | 3 de marzo de 2024    | Santiago           | Tierra batida | Alejandro Tabilo     | 3-6, 6-0, 6-4 |
| 7.  | 23 de febrero de 2025 | Río de Janeiro (2) | Tierra batida | Alexandre Muller     | 6-2, 6-3      |

#### Finalista (4)
| N.º | Fecha                 | Torneo   | Superficie    | Oponente en la final | Resultado     |
| --- | --------------------- | -------- | ------------- | -------------------- | ------------- |
| 1.  | 27 de febrero de 2022 | Santiago | Tierra batida | Pedro Martínez       | 6-4, 4-6, 4-6 |
| 2.  | 17 de julio de 2022   | Bastad   | Tierra batida | Francisco Cerúndolo  | 6-7(4), 2-6   |
| 3.  | 2 de marzo de 2025    | Santiago | Tierra batida | Laslo Djere          | 4-6, 6-3, 5-7 |
| 4.  | 6 de abril de 2025    | Bucarest | Tierra batida | Flavio Cobolli       | 4-6, 4-6      |

## Títulos ATP Challenger (6; 6+0)

### Individual (6)
| N.° | Fecha                   | Torneo                     | Superficie    | Oponente en la final  | Resultado       |
| --- | ----------------------- | -------------------------- | ------------- | --------------------- | --------------- |
| 1.  | 21 de febrero de 2021   | Challenger de Concepción   | Tierra batida | Francisco Cerúndolo   | 6-3, 6-75, 7-65 |
| 2.  | 21 de marzo de 2021     | Challenger de Santiago I   | Tierra batida | Tomás Barrios         | 6-3, 7-64       |
| 3.  | 15 de mayo de 2021      | Challenger de Zagreb       | Tierra batida | Juan Pablo Varillas   | 3-6, 6-3, 6-1   |
| 4.  | 17 de octubre de 2021   | Challenger de Santiago III | Tierra batida | Felipe Meligeni Alves | 3-6, 7-66, 6-1  |
| 5.  | 24 de octubre de 2021   | Challenger de Buenos Aires | Tierra batida | Thiago Monteiro       | 6-4, 6-0        |
| 6.  | 21 de noviembre de 2021 | Challenger de Campinas     | Tierra batida | Thiago Monteiro       | 6-1, 6-4        |

### Finalista (3)
| N.° | Fecha                    | Torneo                    | Superficie    | Oponente en la final | Resultado |
| --- | ------------------------ | ------------------------- | ------------- | -------------------- | --------- |
| 1.  | 13 de junio de 2021      | Challenger de Bratislava  | Tierra batida | Tallon Griekspoor    | 6-76, 3-6 |
| 2.  | 12 de septiembre de 2021 | Challenger de Kiev        | Tierra batida | Franco Agamenone     | 5-7, 2-6  |
| 3.  | 10 de octubre de 2021    | Challenger de Santiago II | Tierra batida | Juan Pablo Varillas  | 4-6, 5-7  |

## Clasificación histórica
- Actualizado al 4 de agosto de 2025.[32]

| Torneo | 2021 | 2022  | 2023  | 2024  | 2025  | Títulos    | G-P        | %          |
| --- | ---- | ----- | ----- | ----- | ----- | ---------- | ---------- | ---------- |
| Torneos de Grand Slam |      |       |       |       |       |            |            |            |
| Abierto de Australia | A    | 2R    | 1R    | 3R    | 1R    | 0 / 4      | 3-4        | 43%        |
| Roland Garros | Q1   | 2R    | 1R    | 2R    | 1R    | 0 / 4      | 2-4        | 33%        |
| Wimbledon | Q1   | 2R    | 1R    | 1R    | 1R    | 0 / 4      | 1-4        | 20%        |
| US Open | Q3   | 1R    | 3R    | 2R    |       | 0 / 3      | 3-3        | 50%        |
| Títulos | 0    | 0     | 0     | 0     | 0     | 0 / 15     | 9-15       | 37,5%      |
| Ganados-Perdidos | 0-0  | 3-4   | 2-4   | 4-4   | 0-3   | 0 / 15     | 9-15       | 37,5%      |
| ATP Finals |      |       |       |       |       |            |            |            |
| NextGen ATP Finals | SF   | < 21  | < 21  | < 21  | < 21  | 0 / 1      | 2-2        | 50%        |
| Títulos | 0    |       |       |       |       | 0 / 1      | 2-2        | 50%        |
| Ganados-Perdidos | 2-2  |       |       |       |       | 0 / 1      | 2-2        | 50%        |
| ATP Tour Masters 1000 |      |       |       |       |       |            |            |            |
| Indian Wells | A    | 1R    | 3R    | 3R    | 1R    | 0 / 4      | 2-4        | 33%        |
| Miami | A    | 1R    | 2R    | 2R    | 1R    | 0 / 4      | 0-4        | 0%         |
| Montecarlo | A    | 1R    | 1R    | 1R    | 1R    | 0 / 4      | 0-4        | 0%         |
| Madrid | A    | A     | 3R    | 3R    | 2R    | 0 / 3      | 2-3        | 40%        |
| Roma | A    | 2R    | 2R    | 4R    | 2R    | 0 / 4      | 4-4        | 50%        |
| Canadá | A    | 1R    | A     | A     | A     | 0 / 1      | 0-1        | 0%         |
| Cincinnati | A    | 1R    | A     | 2R    |       | 0 / 2      | 1-2        | 33%        |
| Shanghái | ND   | ND    | 3R    | 2R    |       | 0 / 2      | 1-2        | 33%        |
| París | A    | 1R    | 1R    | 1R    |       | 0 / 3      | 0-3        | 0%         |
| Títulos | 0    | 0     | 0     | 0     | 0     | 0 / 27     | 10-27      | 27%        |
| Ganados-Perdidos | 0-0  | 1-7   | 4-7   | 5-8   | 0-5   | 0 / 27     | 10-27      | 27%        |
| ATP Tour 500 |      |       |       |       |       |            |            |            |
| Río de Janeiro | ND   | 1R    | CF    | G     | G     | 2 / 4      | 12-2       | 86%        |
| Barcelona | A    | 1R    | A     | 2R    | 2R    | 0 / 3      | 1-3        | 25%        |
| Londres | A    | A     | A     | 1R    |       | 0 / 1      | 0-1        | 0%         |
| Hamburgo | 2R   | 1R    | 1R    | SF    | 1R    | 0 / 5      | 4-4        | 50%        |
| Washington | A    | 2R    | A     | A     |       | 0 / 1      | 0-1        | 0%         |
| Tokio | ND   | ND    | A     | A     |       | 0 / 0      | 0-0        | 0%         |
| Basilea | ND   | 1R    | 2R    | 1R    |       | 0 / 3      | 1-3        | 25%        |
| Títulos | 0    | 0     | 0     | 1     | 1     | 1 / 17     | 18-14      | 56%        |
| Ganados-Perdidos | 1-0  | 0-5   | 3-3   | 8-4   | 6-2   | 1 / 17     | 18-14      | 56%        |
| Representación Nacional |      |       |       |       |       |            |            |            |
| Copa Davis | A    | FG    | FC    | CF    |       | 0 / 3      | 3-5        | 37,5%      |
| Títulos | 0    | 0     | 0     | 0     |       | 0 / 3      | 3-5        | 37,5%      |
| Ganados-Perdidos | 0-0  | 1-3   | 1-0   | 1-2   | 0-0   | 0 / 3      | 3-5        | 37,5%      |
| Estadísticas |      |       |       |       |       |            |            |            |
| | 2021 | 2022  | 2023  | 2024  | 2025  | Totales    | Totales    | Totales    |
| Torneos ATP jugados | 3    | 28    | 29    | 27    | 17    | 104        | 104        | 104        |
| Finales ATP disputadas | 0    | 3     | 3     | 2     | 3     | 11         | 11         | 11         |
| Torneos ATP ganados | 0    | 1     | 3     | 2     | 1     | 7          | 7          | 7          |
| Dura G-P | 2-2  | 3-16  | 10-12 | 5-14  | 0-4   | 1          | 20-48      | 29%        |
| Tierra batida G-P | 1-1  | 21-12 | 20-12 | 26-11 | 14-11 | 6          | 82-47      | 64%        |
| Hierba G-P | 0-0  | 2-2   | 1-2   | 0-3   | 0-1   | 0          | 3-8        | 27%        |
| |      |       |       |       |       |            |            |            |
| Outdoor G-P | 1-1  | 26-23 | 29-19 | 31-22 | 14-16 | 7          | 101-81     | 55%        |
| En pista cubierta G-P | 2-2  | 0-7   | 2-7   | 0-6   | 0-0   | 0          | 4-22       | 15%        |
| Ganados-Perdidos | 3-3  | 26-30 | 31-26 | 31-28 | 14-16 | 7          | 105-103    | 50%        |
| Victorias (%) | 50%  | 46%   | 54%   | 53%   | 47%   | 50%        | 50%        | 50%        |
| Ranking | 99   | 43    | 28    | 27    |       | $5 561 047 | $5 561 047 | $5 561 047 |
| |      |       |       |       |       |            |            |            |
| Leyenda: G: Torneo ganado; F: Finalista; SF: Semifinalista; CF: Cuartos de final; R: Rondas previas; RR: Round Robin; PO: Repesca; A: Ausente; ND: No disputado; TD: Torneo por disputar; G-P: Ganados-Perdidos. |      |       |       |       |       |            |            |            |

## Ranking ATP al final de la temporada
| Año                     | 2016 | 2017 | 2018 | 2019 | 2020 | 2021 | 2022 | 2023 | 2024 |
| Ranking en individuales | 1759 | 1129 | 962  | 398  | 309  | 99   | 43   | 28   | 27   |

## Títulos ITF Futures Tour

### Individuales (5)
| N.° | Fecha                 | Torneo             | Superficie    | Oponente en la final    | Resultado           |
| --- | --------------------- | ------------------ | ------------- | ----------------------- | ------------------- |
| 1.  | 5 de mayo de 2019     | M15 Buenos Aires   | Tierra batida | Agustín Velotti         | 6-4, 6-0            |
| 2.  | 23 de junio de 2019   | M15 Tabarka        | Tierra batida | Alexander Weis          | 6-2, 6-4            |
| 3.  | 28 de julio de 2019   | M15 Tabarka        | Tierra batida | Alexander Weis          | 6-2, 6-2            |
| 4.  | 13 de octubre de 2019 | M25 Río de Janeiro | Tierra batida | Tomás Martín Etcheverry | 4-6, 6-4, 4-1, ret. |
| 5.  | 2 de febrero de 2020  | M15 Monastir       | Dura          | Gauthier Onclin         | 6-1, 6-2            |

#### Finalista (3)
| N.° | Fecha                    | Torneo       | Superficie    | Oponente en la final  | Resultado     |
| --- | ------------------------ | ------------ | ------------- | --------------------- | ------------- |
| 1.  | 21 de julio de 2019      | M15 Tabarka  | Tierra batida | Enrico Dalla Valle    | 6-3, 4-6, 4-6 |
| 2.  | 6 de octubre de 2019     | M15 Santiago | Tierra batida | Juan Manuel Cerúndolo | 1-6, 6-2, 3-6 |
| 3.  | 20 de septiembre de 2020 | M25 Praga    | Tierra batida | Jiří Lehečka          | 6-3, 3-6, 4-6 |